# ジョセフ・ルービン
ジョセフ・ルービン (Joseph Lubin 1964年生)  とは、イーサリアムの共同設立者であり、イーサリアムの技術開発支援を手がける企業「ConsenSys」の創設者である。

## 経歴
カナダのトロントで生まれ、プリンストン大学で電気工学とコンピュータサイエンスの学位を取って卒業した。
その後ソフトウェアコンサルティング会社であるVsion ApplicationsIncのソフトウェア・エンジニアやコンサルタントとしてeMagineと協力してIdentrus暗号化決済および貿易金融ネットワークプロジェクト等に取り組み、ヘッジファンドの設立と運営に関与した。
ゴールドマン・サックスでは鍛冶屋ソフトウェアコンサルティングのニューヨークオフィスのディレクターおよびプライベートウェルスマネジメントのテクノロジー担当副社長を務め、ソフトウェア工学・金融・暗号関係の仕事を担当した。
2014年にイーサリアムプロジェクトを共同創設し、10月にConsenSysを創設した。ConsenSysは主にEthereumブロックチェーンシステム向けのソフトウェアを開発し、また企業との提携を進めている。
ルービンは、ブロックチェーン業界におけるガバナンス問題の解決を進めようとする異業種グループに個人的に関与している。また保有ETHの量を公表していない。
イーサリアム開発の暴露本『The Cryptopians』によると、イーサリアムの共同設立者であるヴィタリック・ブテリンと親しいとされている。
2019年9月15日にテルアビブで開催されたイーサリアムサミットでは、ビットコインとイーサリアムの両方とも同じゴールに向かっていると主張した。